# Біленьке (Білгород-Дністровський район)
Біле́ньке — село Шабівської сільської громади в Білгород-Дністровському районі Одеської області, Україна. Населення становить 1268 осіб.
Назва є неточним перекладом старої турецької назви села (до 14.11.1945) — Аккембет (тур. Ak Kembet, Біла гробниця, завдяки розташованому поблизу села Аккембецькому кургану).
Село розташовано на узбережжі Аккембецької затоки Будацького лиману (назва затоки походить від старої назви села).
18 вересня 1964 року с. Садове (до 14.11.1945 Шаболат (Шаболад)) та Біленьке об'єднані в одне село Біленьке.

## Новітня історія

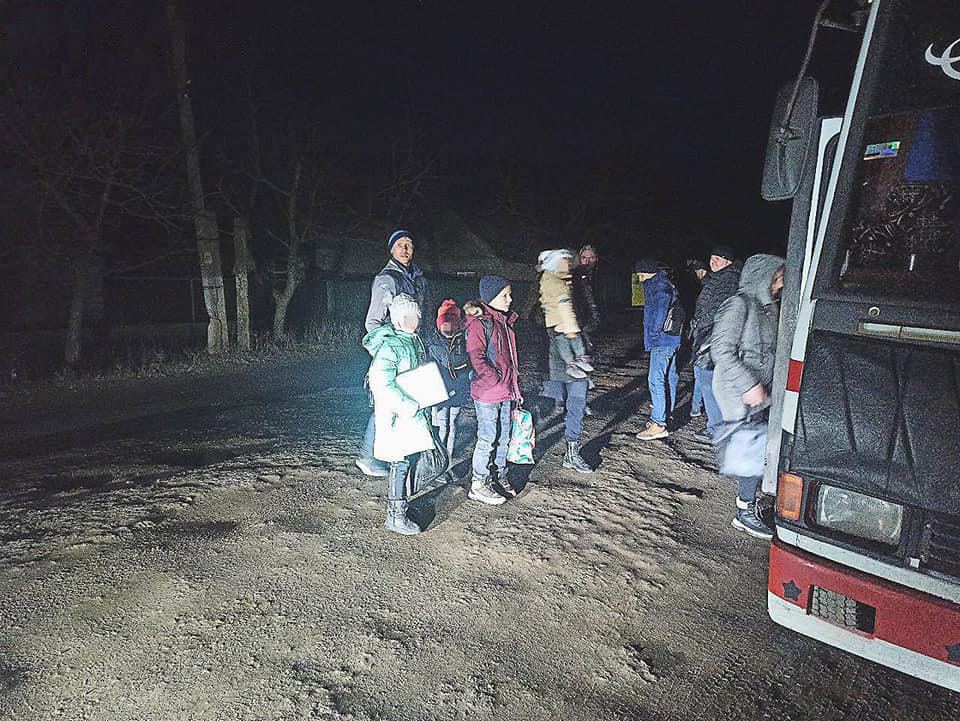
Евакуація мешканців села після російських обстрілів 3 березня 2022 р.

3 березня 2022 року російські окупанти двічі обстріляли село, загинула людина.

## Населення
Згідно з переписом 1989 року населення села становило 1344 особи, з яких 603 чоловіки та 741 жінка.
За переписом населення 2001 року в селі мешкало 1268 осіб.

### Мова
Розподіл населення за рідною мовою за даними перепису 2001 року:
| Мова       | Відсоток |
| ---------- | -------- |
| українська | 81,15 %  |
| російська  | 14,35 %  |
| циганська  | 1,5 %    |
| молдовська | 1,26 %   |
| болгарська | 0,79 %   |
| німецька   | 0,32 %   |
| гагаузька  | 0,16 %   |
| білоруська | 0,08 %   |